# Ramaria flaccida
Ramaria  flaccida (Elias Magnus Fries, 1821 ex Hubert Bourdot, 1898), sin. Phaeoclavulina flaccida (Elias Magnus Fries, 1821 ex Admir José Giachini, 2011), din încrengătura Basidiomycota în familia Gomphaceae și de genul Ramaria, este o ciupercă necomestibilă destul de răspândită saprofită, având poate și calități simbiotice. O denumire populară nu este cunoscută. În România, Basarabia și Bucovina de Nord se dezvoltă de la câmpie la munte preponderent în păduri de conifere sub molizi, ocazional și în cele mixte, îndeosebi pe lângă stejari (după unii de asemenea sub fagi și arini), crescând nu rar în șiruri pe sol prin litieră de ace sau frunziș precum pe resturi de lemn aflat în putrefacție. Timpul apariției este între (iulie) august și noiembrie.

## Taxonomie

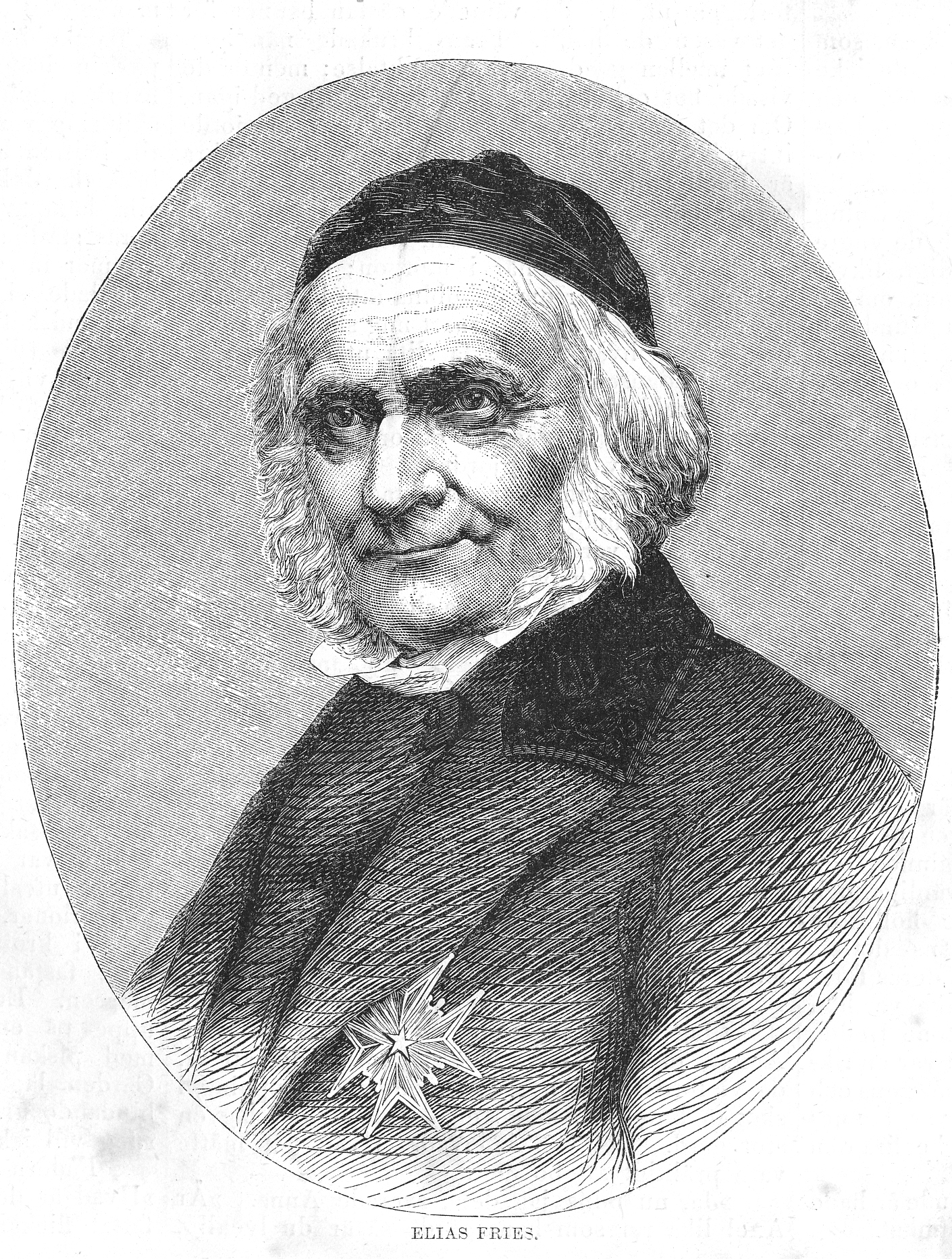
Elias Fries

Numele binomial acceptat este Clavaria flaccida determinat de renumitul om de știință suedez Elias Magnus Fries în volumul 1 al operei sale Systema mycologicum din 1821.
Apoi, în 1898, preotul romano-catolic și micologul francez Hubert Bourdot (1861-1937) a transferat specia la genul Ramaria sub păstrarea epitetului, de verificat în volumul XI al jurnalului științific Revue Scientifique du Bourbonnais et du Centre de la France din 1898, fiind numele curent valabil (2021).
Comitetul de nomenclatură Index Fungorum preferă denumirea micologului brazilian Admir José Giachini, anume Phaeoclavulina flaccida, publicată în volumul 115 al jurnalului Mycotaxon din 2011, dar numele nu s-a impus până în prezent.
Toate celelalte încercării de redenumire sunt acceptate sinonim.
Epitetul specific este derivat din cuvântul latin (latină flaccidus=mat, lipsit de putere, de rezistență), datorită texturii cărnii.

## Descriere
- Corpul fructifer:  inițial ceva elastic, repede însă moale, friabil are o înălțime 4-6 (10) cm și un diametru de 4-5 (7) cm și constă din ramuri de 0,5-1,5 cm diametru fiecare ce se străduiesc în sus, parțial apărând deja la bază, fiind neuniform lungi, îndoite până extinse, împărțite de mai multe ori, cu crăcile furcate rotunjit și capetele adesea ascuțite, parțial împărțite ca un pieptene care sunt în mod vizibil încrețite. Coloritul este galben paie deschis când sunt tinere, apoi galben-ocru, devenind din ce în ce mai întunecat odată cu înaintarea în vârstă (dar și din cauza influențialelor de mediu). Destul de des sunt acoperite cu jeg de la bază în sus.
- Piciorul: este albicios pe dinafară, cu o lungime de până la 3 cm, neregulat cilindric până conic, adesea îndoit, cu un diametru de aproximativ 2 cm, din care izvorăsc, adesea imediat la bază, ramurile descrise mai sus. Baza este, de obicei, înconjurată de rizomorfe lungi și subțiri de culoare cremoasă precum ocazional de un strat slab miceliar.
- Carnea: albicioasă, spre bază gălbuie care nu se decolorează după tăiere este inițial de consistență ceva tenace și elastică (nu gelatinoasă), devenind însă repede moale și friabilă. Mirosul este aproape imperceptibil, dar gustul destul de amar deja din tinerețe.[3][4]
- Caracteristici microscopice: are spori elipsoidali, parțial cu un aspect de picătură, verucoși, cianofili, cu o ornamentare de spini ascuțiții până la 0,8 µm înălțime care contopesc ocazional, formând cocoașe neregulate, măsurând (5) 5,5–8,5 (9) x 2,8–4,2 microni. Pulberea lor este galbenă până ocru-gălbuie. Basidiile clavate cu (2-) 4 sterigme fiecare cu o dimensiune de 38–45 (50) x 5–8 microni prezintă catarame. Hifele de până la 11 µm diametru, sunt netede, paralele până sinuoase, hialine (translucide), cu pereți de maximal 0,8 µm grosime, cu formare de cleme și tranziții de septuri în formă de ampulă vizibile. Rizomorfele sunt acoperite în zona exterioară de acantocistide (cistide cu țepi scurți) hialine până la ușor gălbuie, lăptoase, cu refracție ușoară, înzestrate cu cristale în formă de stea. În adâncime prezintă hife netede, incolore cu diametrul de până la 5 µm. și ele cu catarame și tranziții de septuri în formă de ampulă.[9]
- Reacții chimice: carnea nu se decolorează la ciuperca proaspătă cu hidroxid de potasiu de 30%.[10]

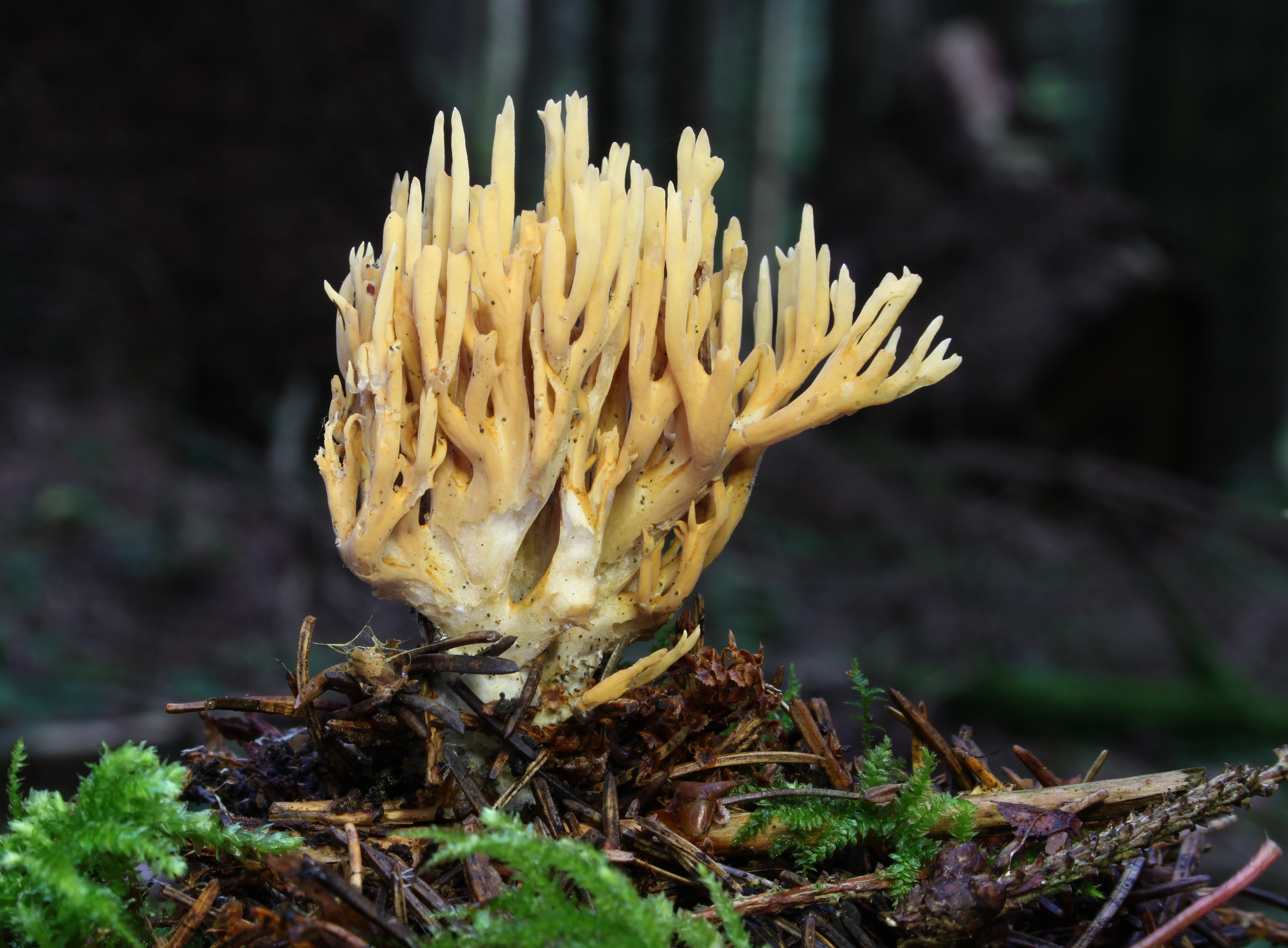
R. flaccida cu picior vizibil
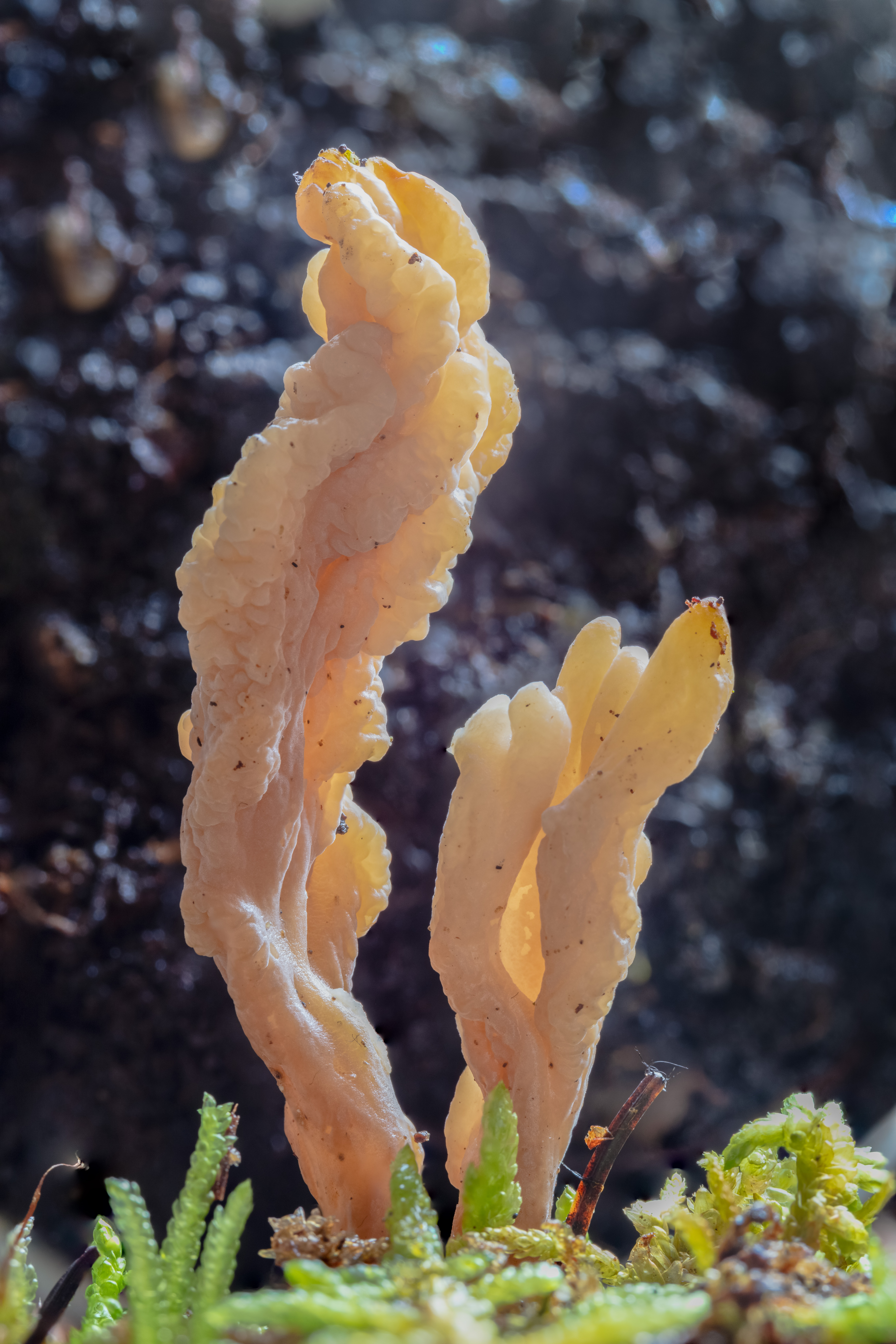
R. flaccida tânără
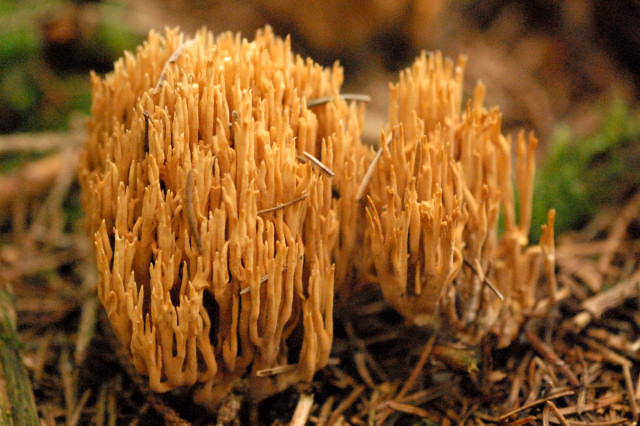
R. flaccida bătrâne

## Confuzii
Chiar și specialiști au probleme cu diferențierea ciupercii cu alte specii comestibile,  necomestibile sau otrăvitoare ale acestui gen și poate fi astfel ușor confundată cu de exemplu: Ramaria abietina (necomestibilă), Ramaria aurantiosiccescens (E. Schild, 1979), (comestibilă), Ramaria botrytis (comestibilă),  Ramaria eumorpha (necomestibilă), Ramaria fennica (necomestibilă), Ramaria flava (comestibilă), Ramaria flavescens (comestibilă), Ramaria flavobrunnescens (comestibilă), Ramaria formosa (otrăvitoare), Ramaria gracilis (comestibilă), Ramaria largentii (comestibilă), Ramaria obtusissima (comestibilă, numai puțin gustoasă), Ramaria ochroclora (comestibilitate nesigură), Ramaria pallida (otrăvitoare) sau Ramaria stricta (necomestibilă).

## Specii asemănătoare în imagini

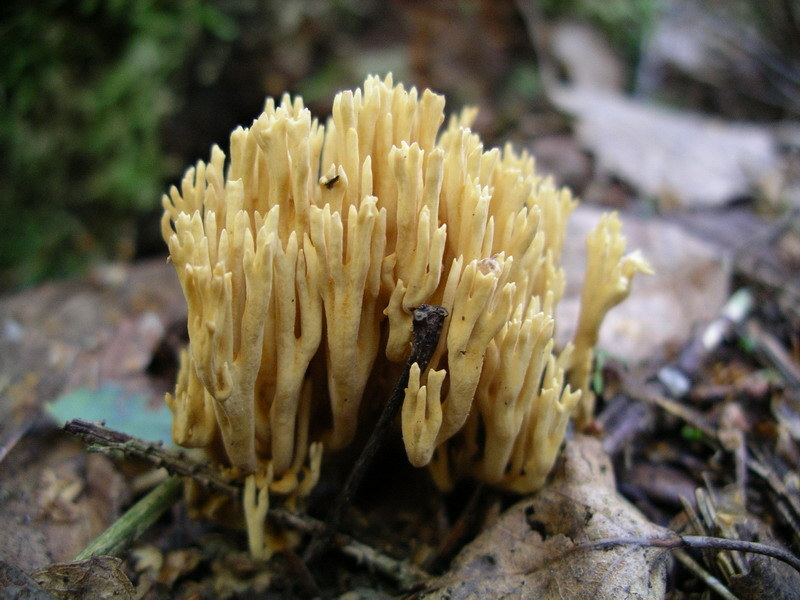
!Ramaria abietina!
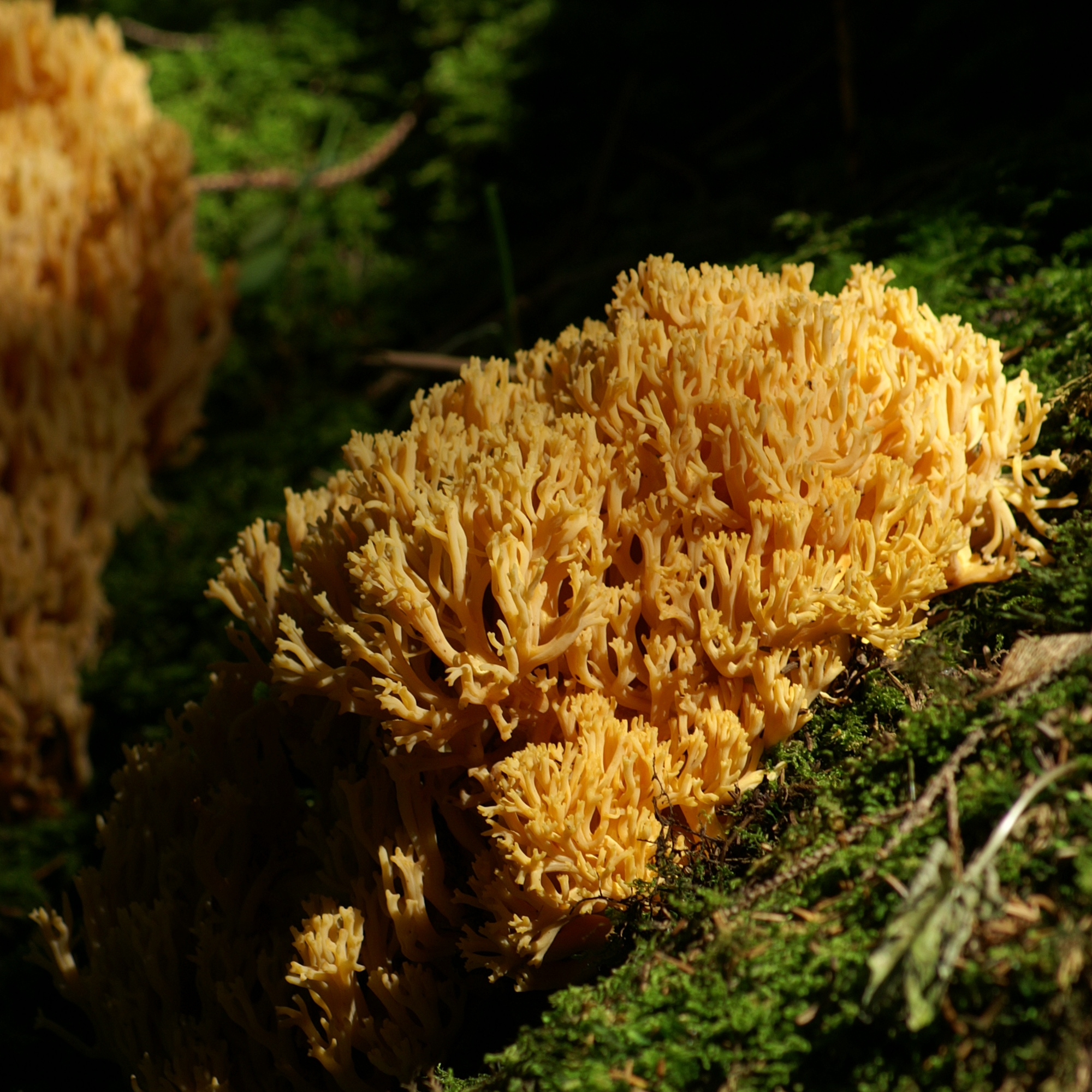
Ramaria aurea
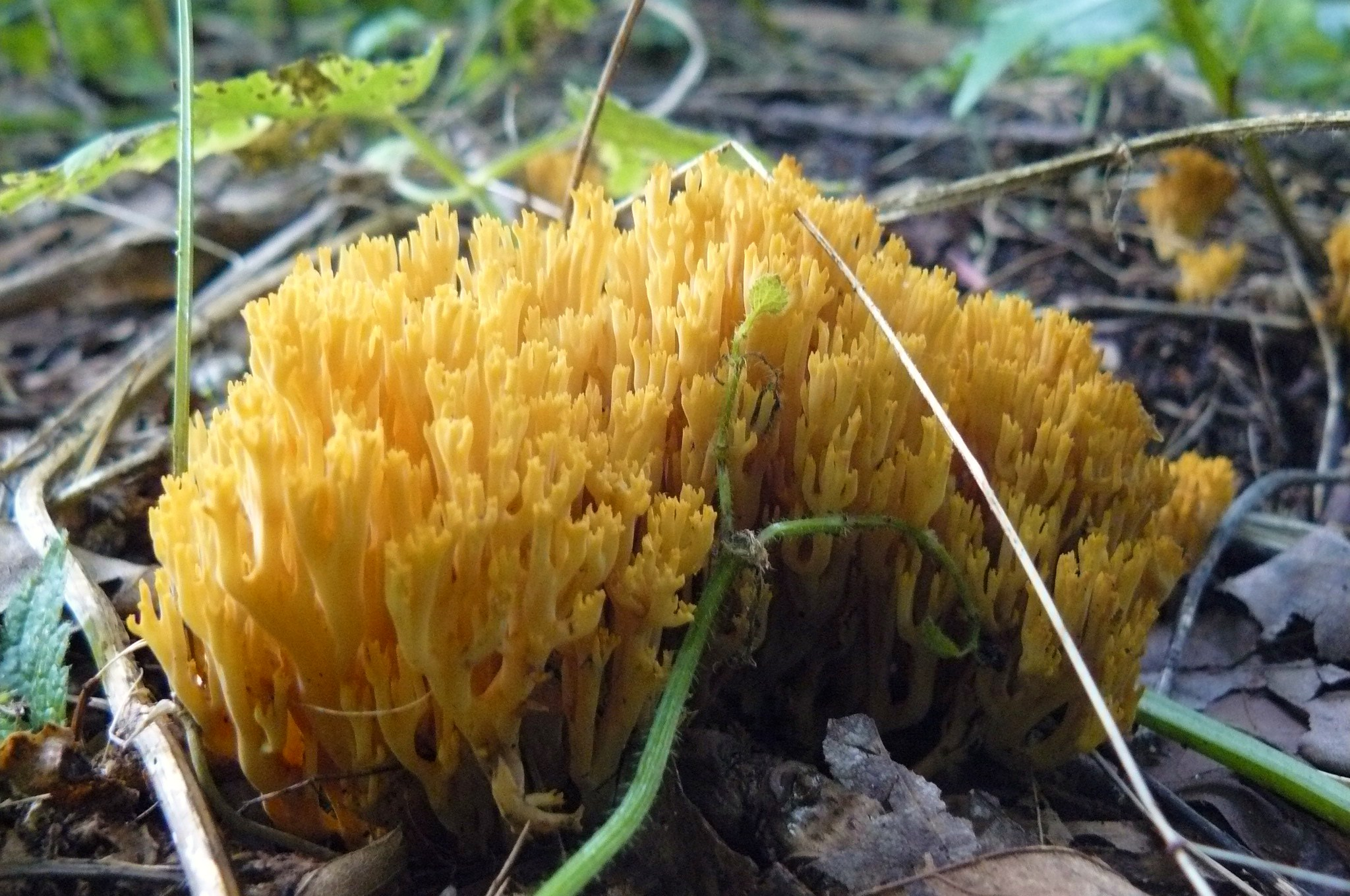
Ramaria aurantiosiccescens
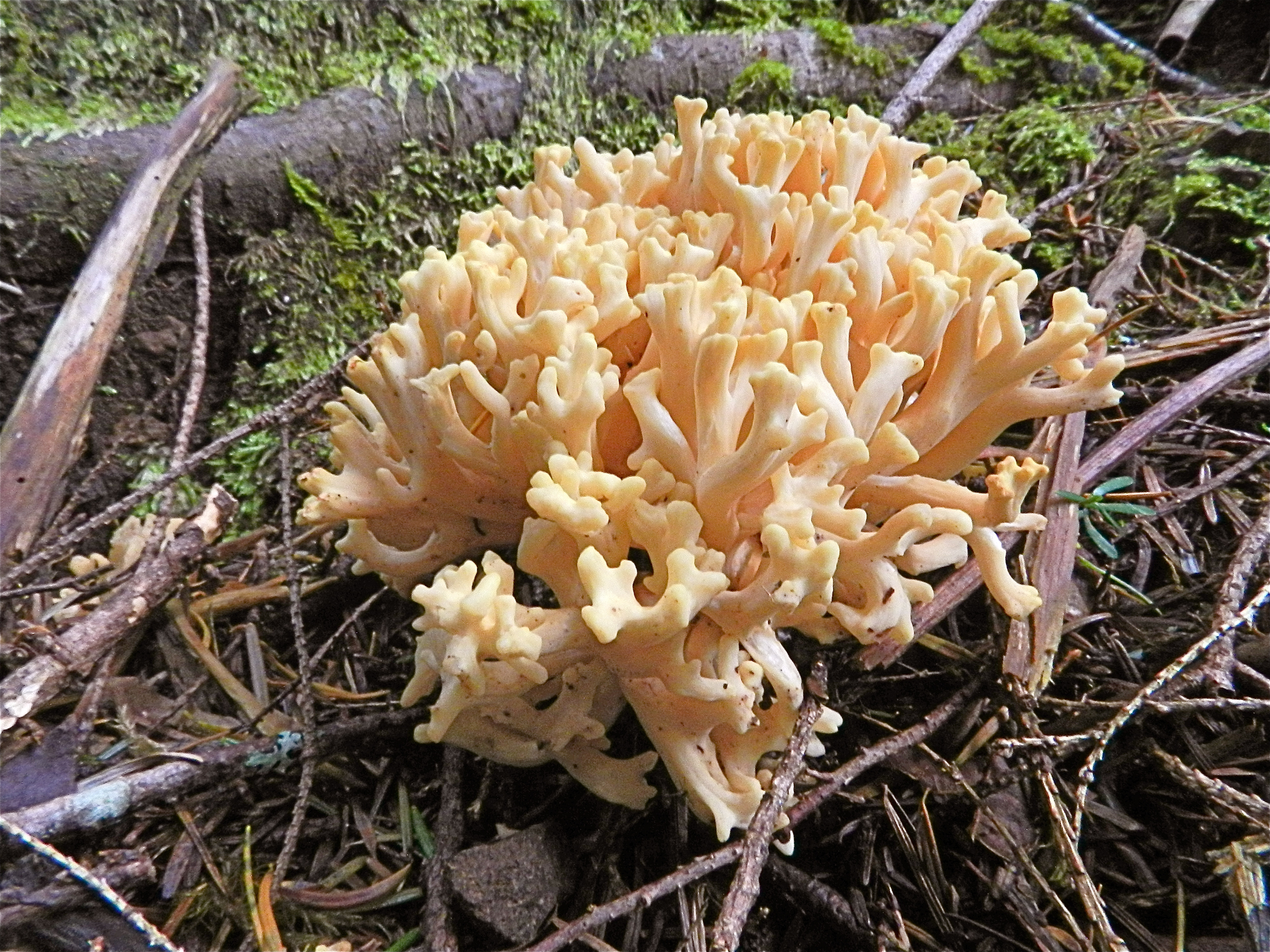
Ramaria botrytis tânără
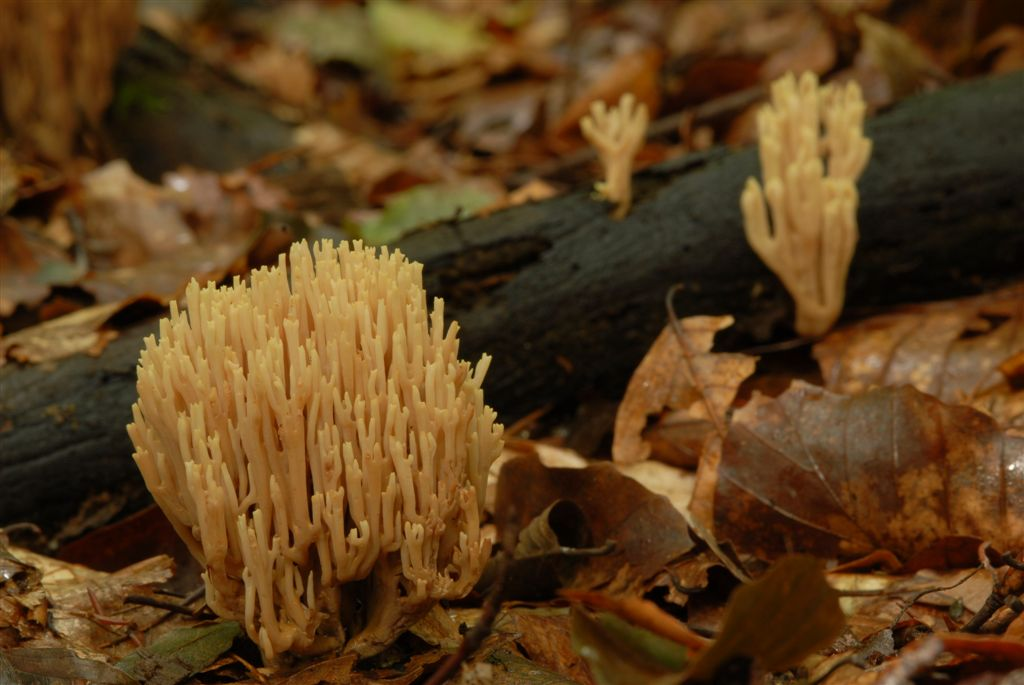
Ramaria eumorpha
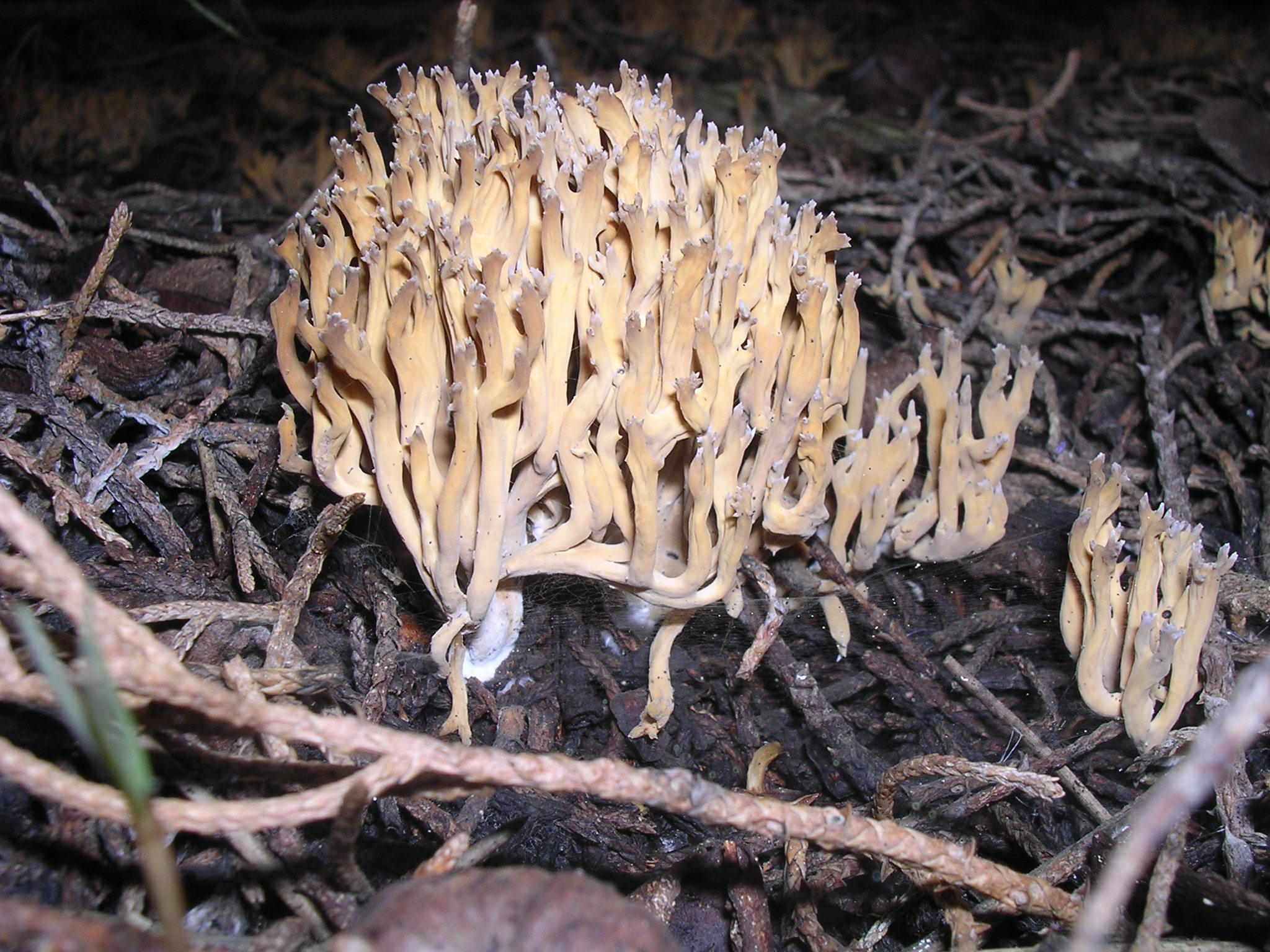
!Ramaria fennica!
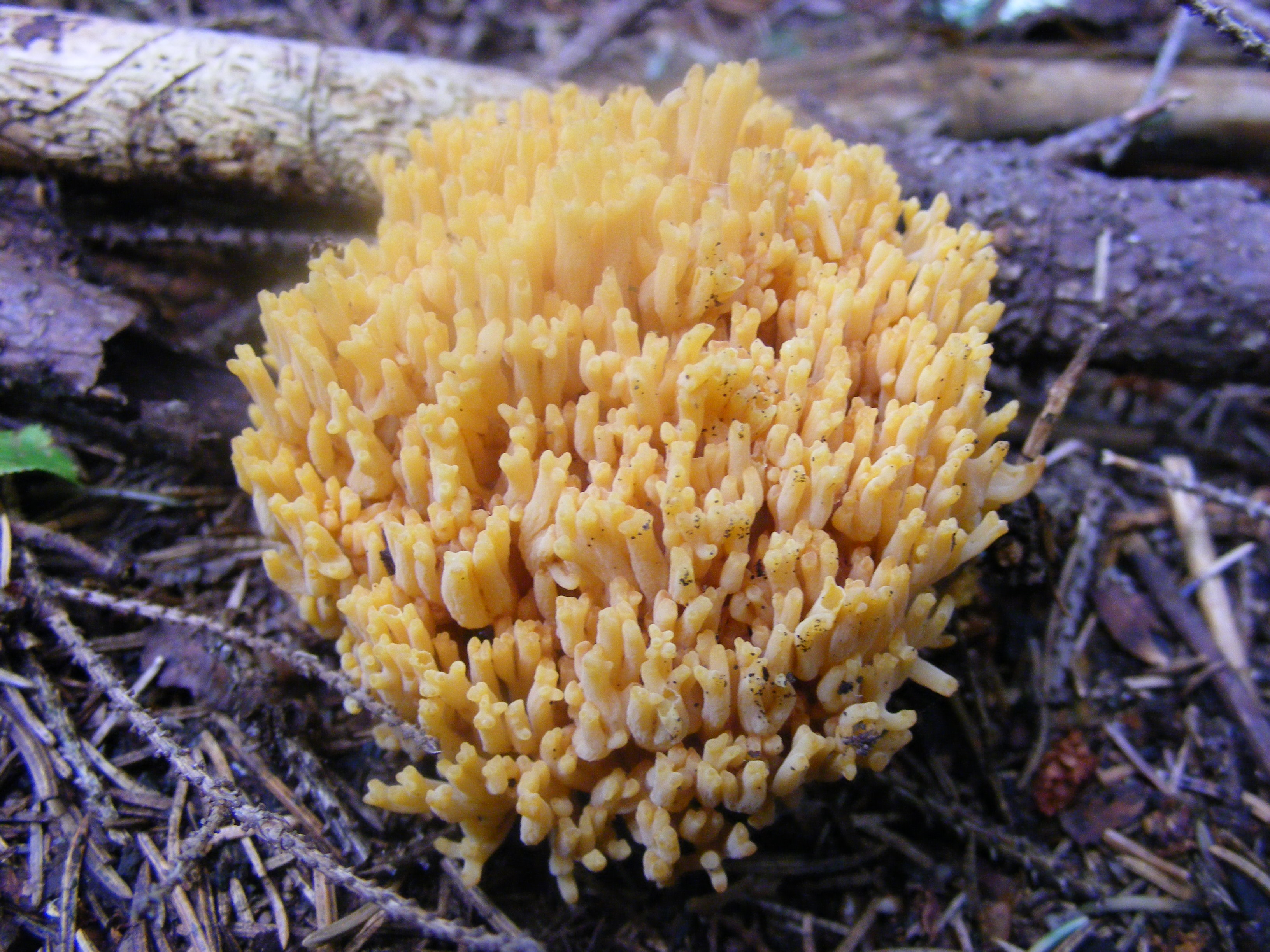
Ramaria flava
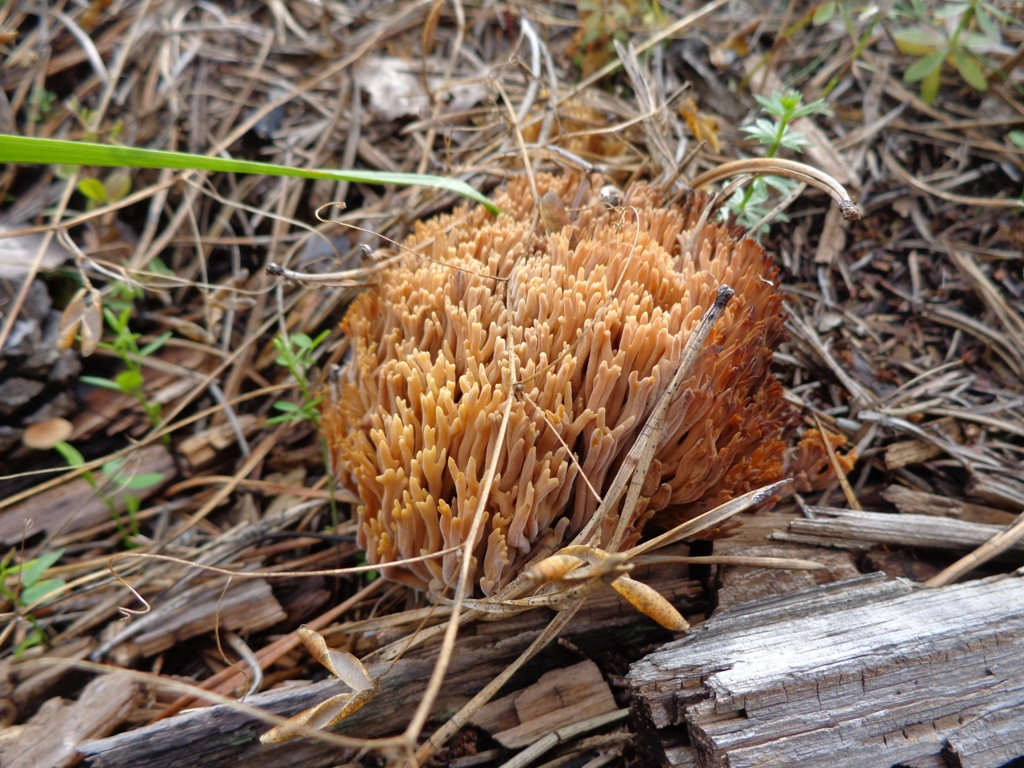
Ramaria flavescens

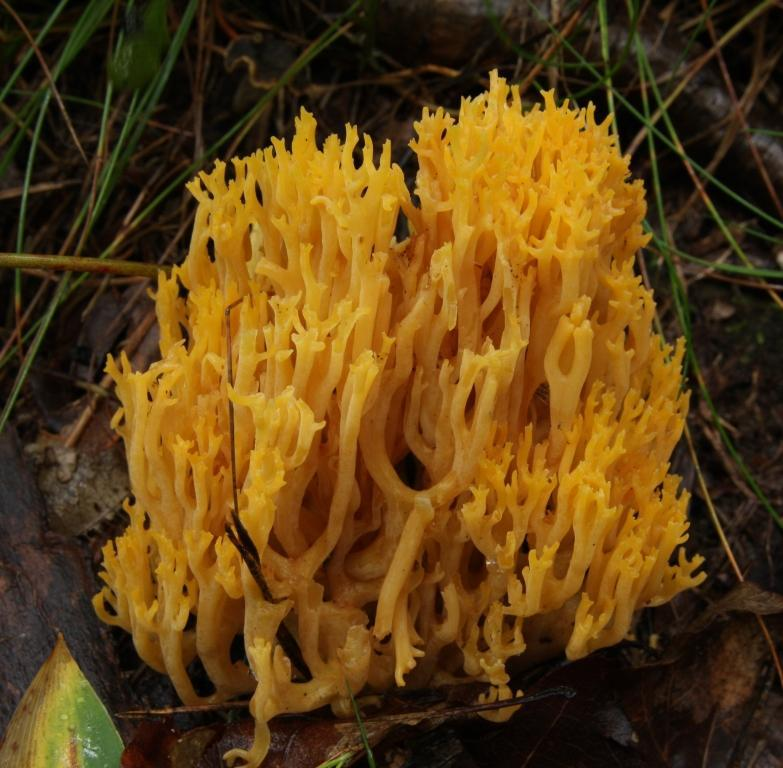
Ramaria flavobrunnescens
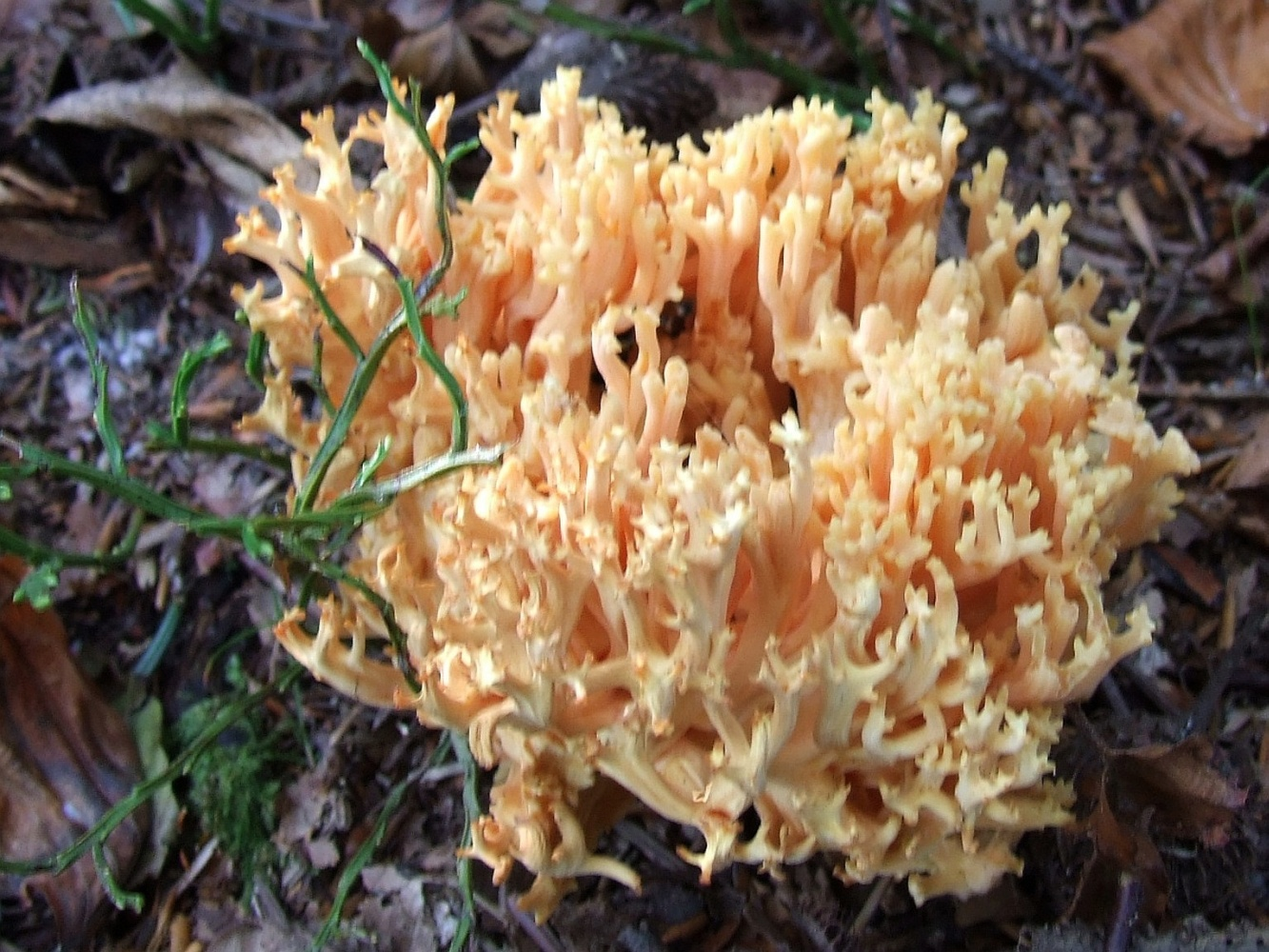
!!Ramaria formosa!!
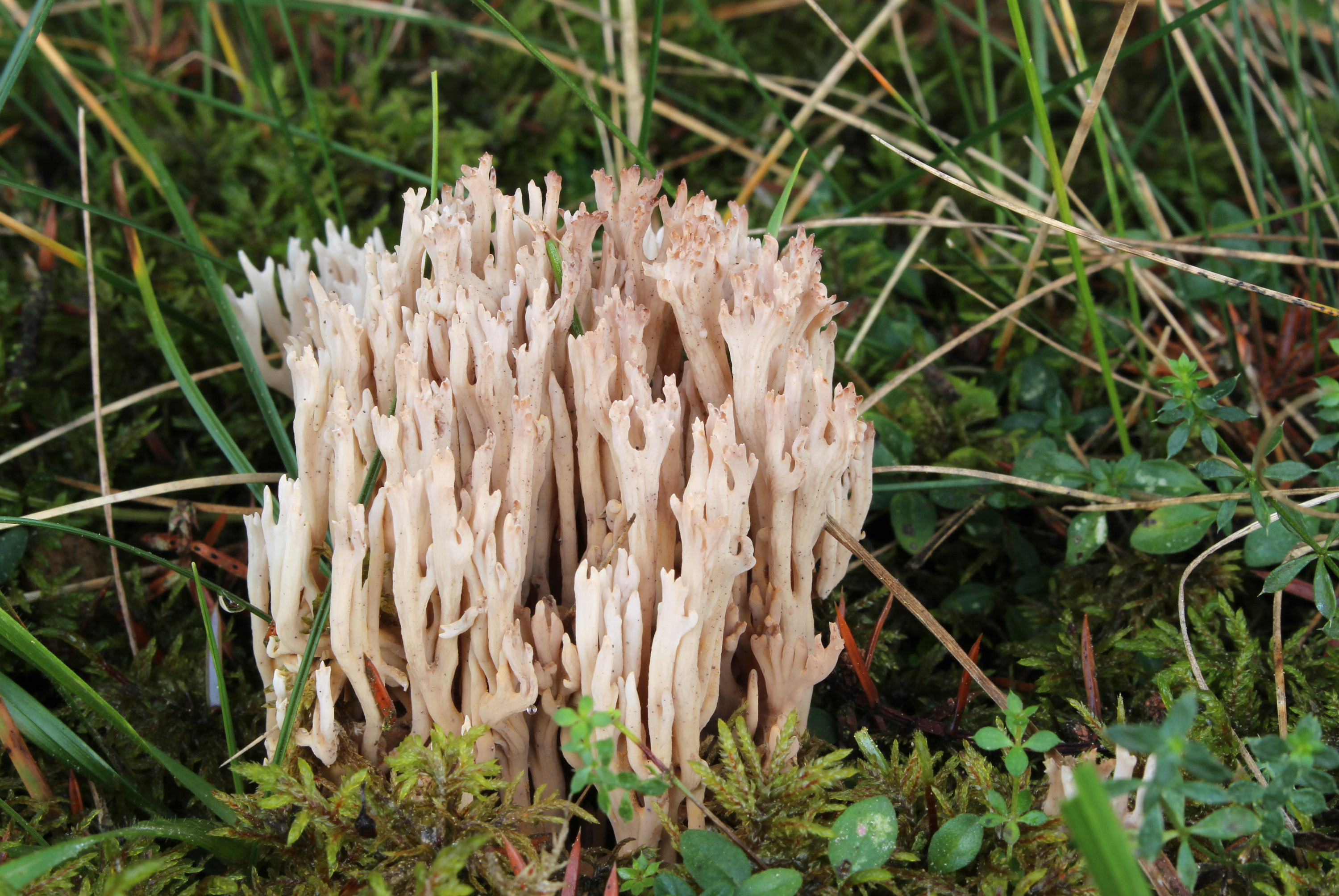
Ramaria gracilis
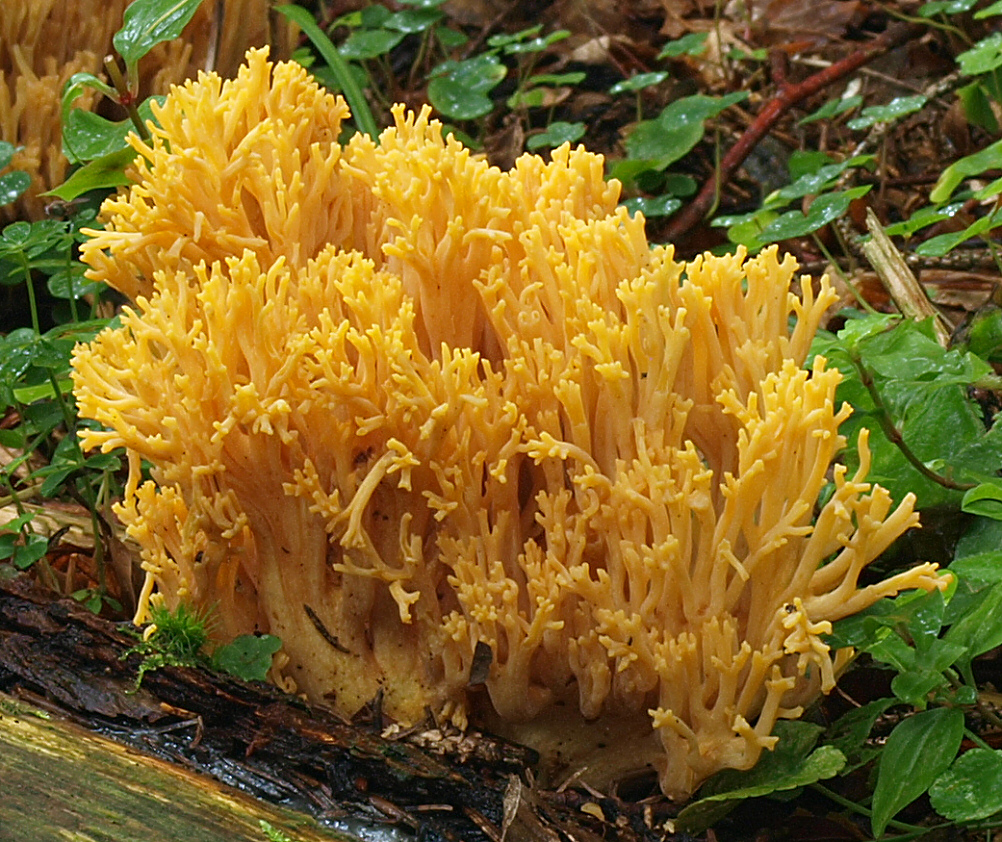
Ramaria largentii
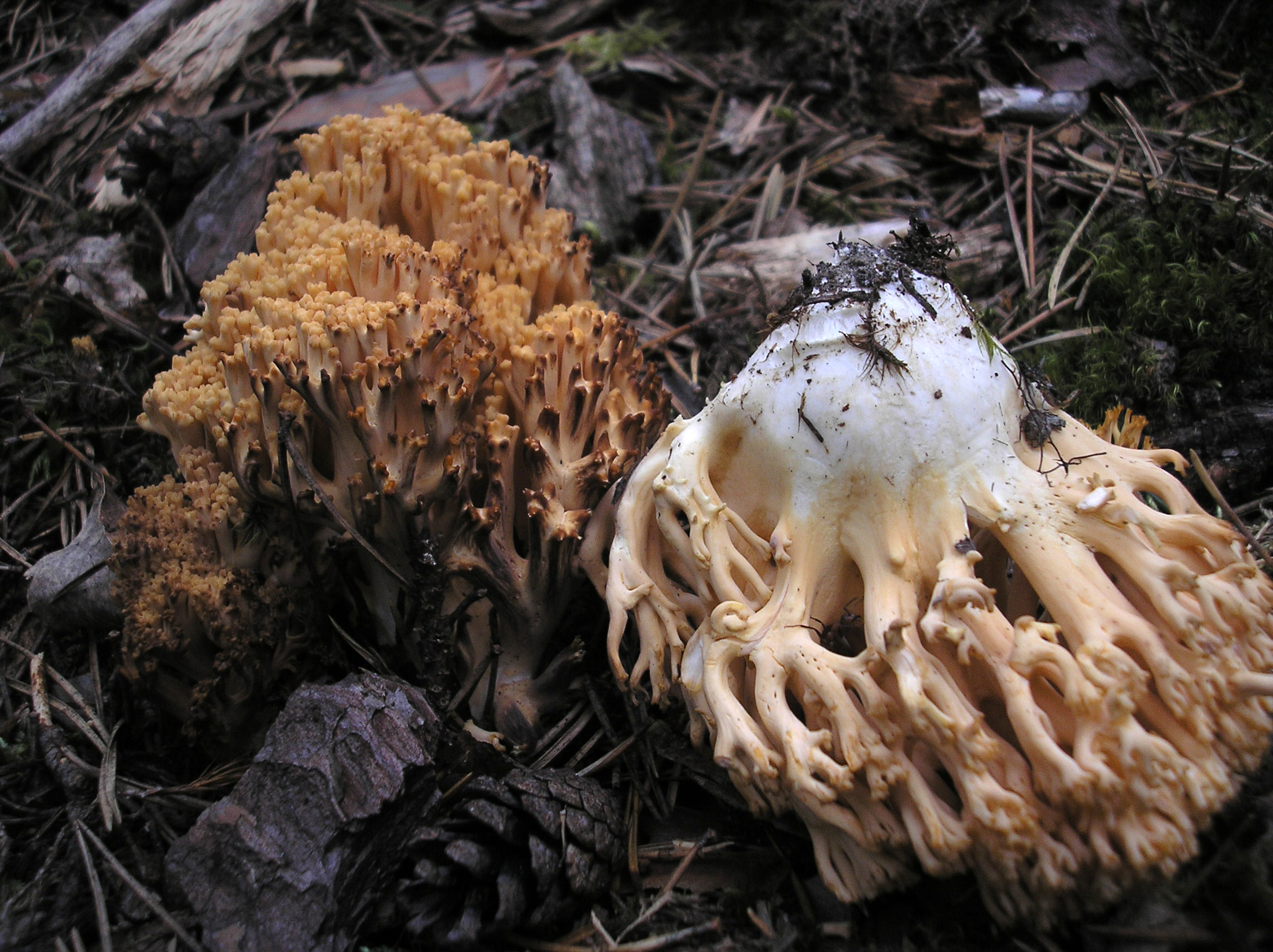
Similară Ramaria obtusissima
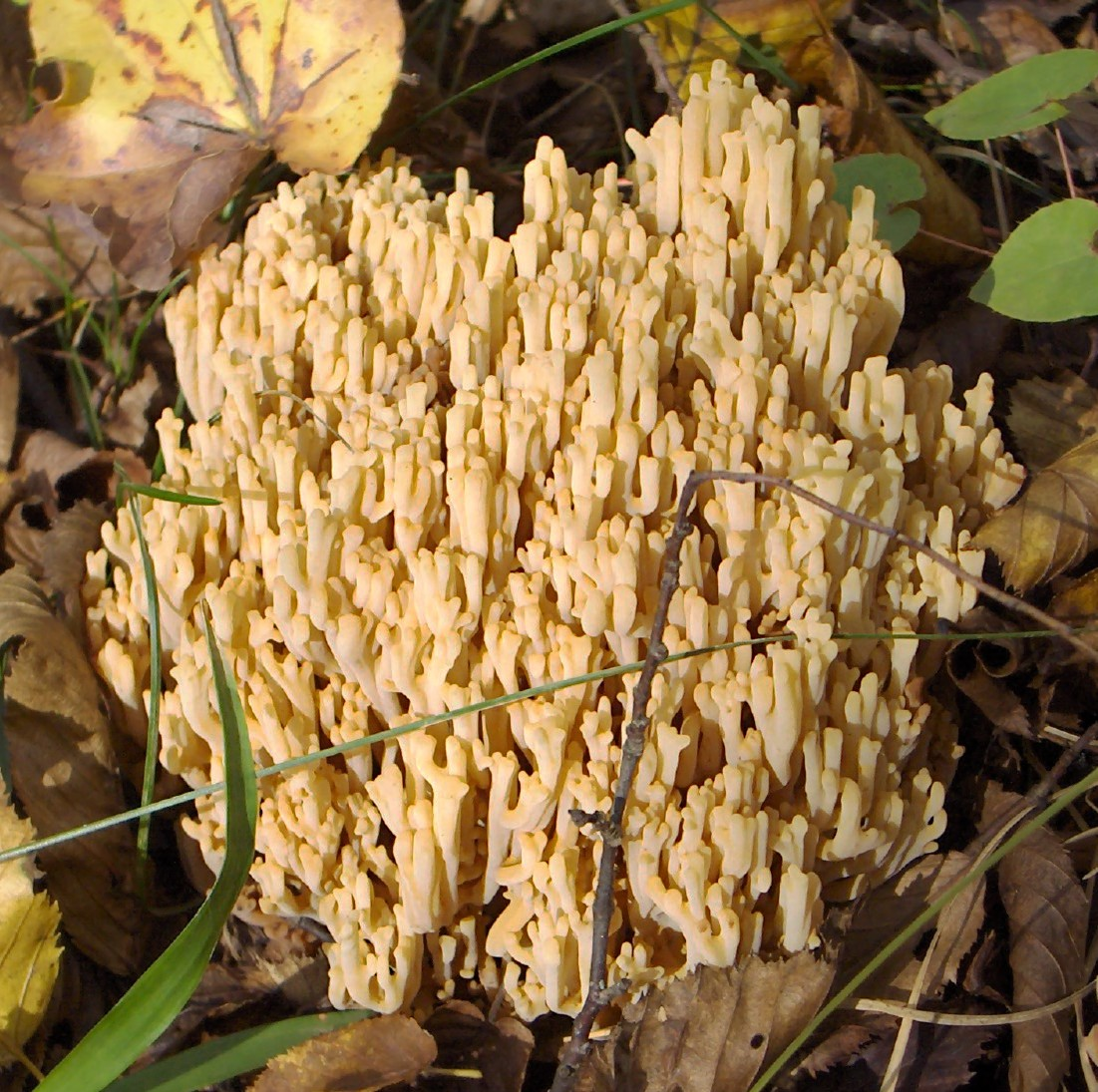
!!Ramaria pallida!!
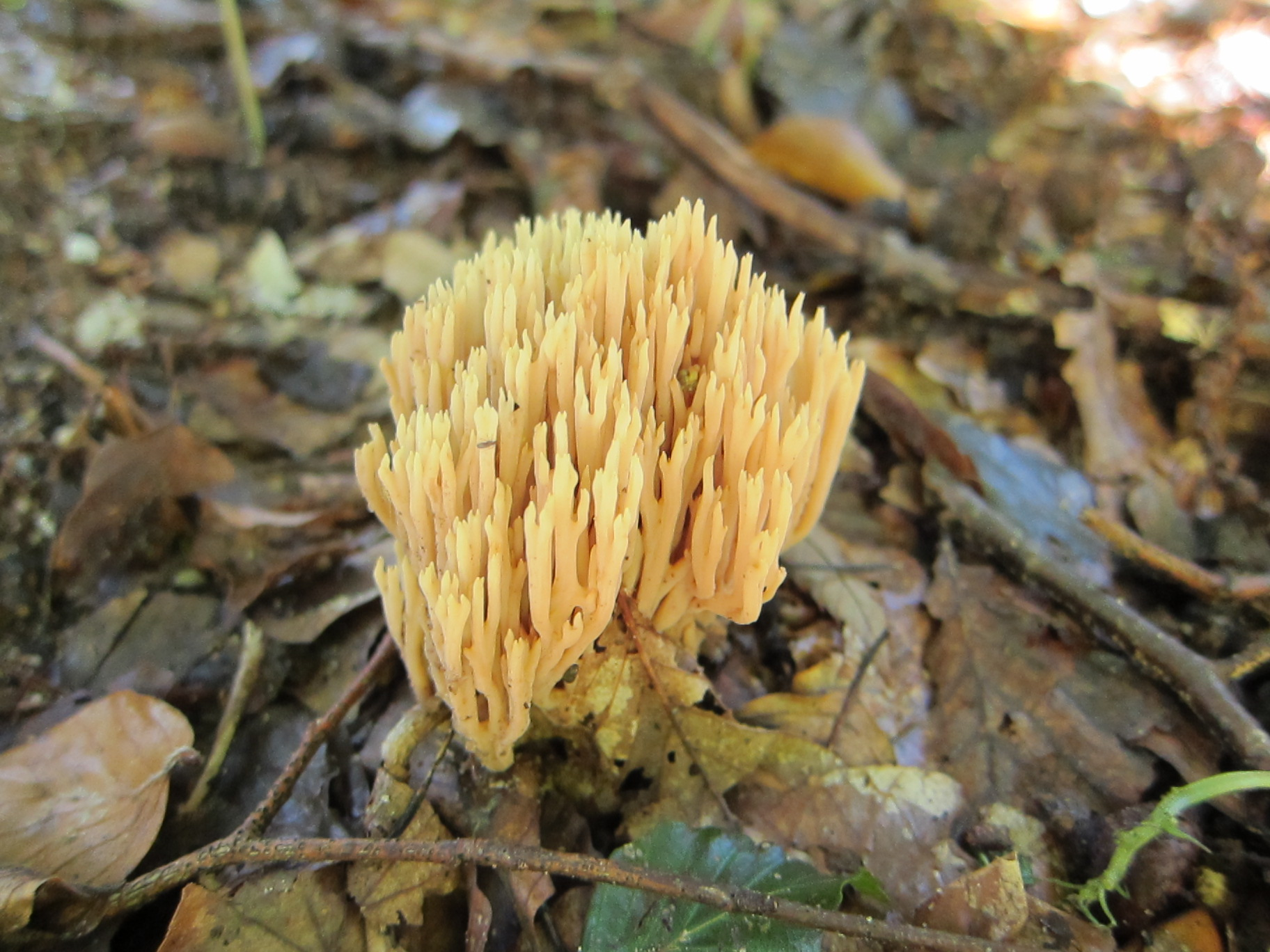
!Ramaria stricta!

## Valorificare
Această specie nu este toxică, dar necomestibilă, din cauza gustului amar.